# Ратай-Ординацький
Ратай-Ординацький (пол. Rataj Ordynacki) — село в Польщі, у гміні Годзішув Янівського повіту Люблінського воєводства.
Населення — 352 особи (2011).
У 1975-1998 роках село належало до Тарнобжезького воєводства.

## Демографія
Демографічна структура станом на 31 березня 2011 року:
|          | Загалом | Допрацездатний вік | Працездатний вік | Постпрацездатний вік |
| -------- | ------- | ------------------ | ---------------- | -------------------- |
| Чоловіки | 176     | 36                 | 118              | 22                   |
| Жінки    | 176     | 41                 | 93               | 42                   |
| Разом    | 352     | 77                 | 211              | 64                   |